# 마이클 리스폴리
마이클 리스폴리(Michael Rispoli, 1960년 11월 27일 ~ )는 미국의 배우이다.

## 출연 작품

### 영화
- 당신이 잠든 사이에 (1995)
- 체리 (2021)
- 논나 (2025) - 알 역